# Celamoides foliola
Celamoides foliola är en fjärilsart som beskrevs av Van Eecke 1926. Celamoides foliola ingår i släktet Celamoides och familjen trågspinnare. Inga underarter finns listade i Catalogue of Life.